# 12,8 cm FlaK 40
12.8 cm Flak 40 (сокр. от нем. 12.8 Flugabwehrkanone 40 — 12,8 см зенитная пушка образца 1940 года) — самое крупнокалиберное немецкое зенитное орудие времён Второй Мировой Войны, которое использовалось как и против авиации, так и против танков.  Всего было выпущено 1129 орудий этого типа.

## История
В 1936 Rheinmetall Borsig получила контракт на разработку FlaK 40, где в рамках разработки было названо GBH 63. Первый опытный образец вышел в 1937, где орудие показало себя довольно успешно, однако из-за очень тяжелого орудия было решено внести в конструкцию существенные изменения. В 1938 был размещен заказ на 100 пушек. Позже, в 1940 году оружие получило название FlaK 40. Начиная с 1941 года орудие поступило на вооружение Вермахта и Люфтваффе.
Flak 40 был основным вооружением зенитных башен в крупных немецких городах, а также орудие ставилось на железнодорожных составах.

## Конструкция
Flak 40 весила 17 тонн и стреляла снарядами весом 27,9 кг на высоту до 14.8 км, и могло стрелять лишь 10-12 раз в минуту. Из-за большого веса и долгого времени развёртывания, пушки в основном крепились на железнодорожные составы. Поскольку масса орудия была огромной, лафет и ствол приходилось перевозить и устанавливать отдельно. Срок службы ствола составлял примерно 1000–2000 выстрелов.

## Варианты
12,8 см Flakzwilling 40/2   — двуствольная версия, позволившая стрелять до 28 выстрелов в минут.
12,8 см FlaK 40/4   — версия для железнодорожного лафета.
12,8 см Flak 40/M  — версия для Кригсмарине.
12,8 см Sfl. L/61 Pz.Sfl.V  — версия для Sturer Emil
Pak 44  — дальнейшее развитие орудия.

## Музеи
FlaK-40 можно увидеть в музее немецкой оборонной техники Бундесвера, которая находится в Кобленце , FlaK 40/2 можно увидеть в центре поддержки артиллерийской подготовки армии США в Грегг-Адамсе.

## Галерея

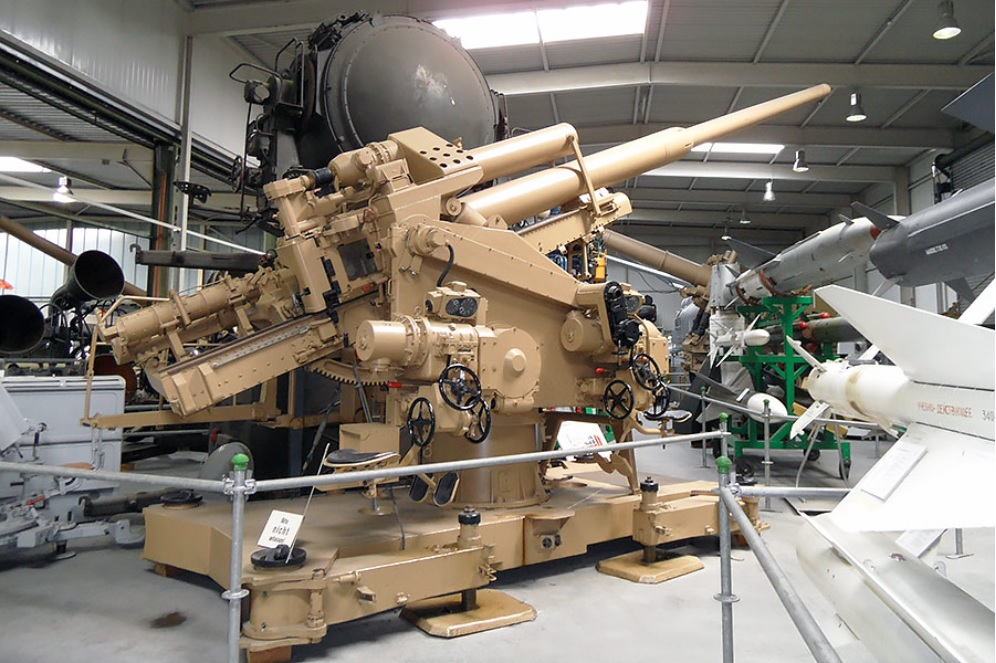
Flak 40 в  музее немецкой оборонной техники Бундесвера
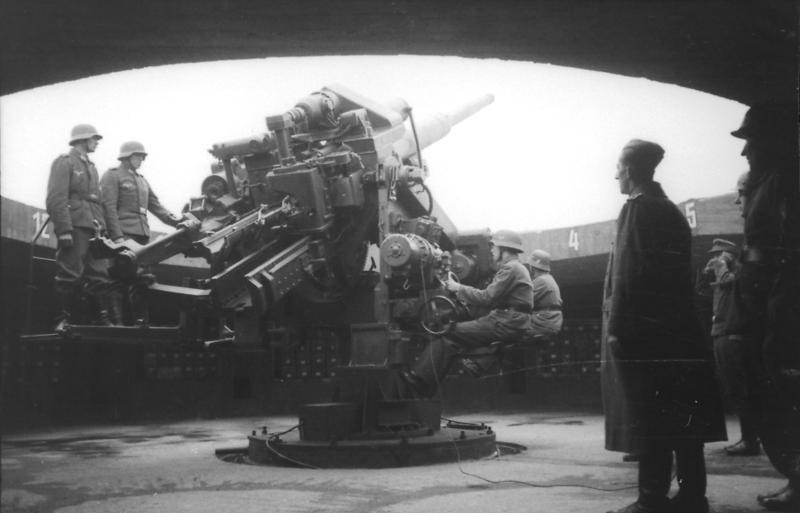
установленный Flak 40
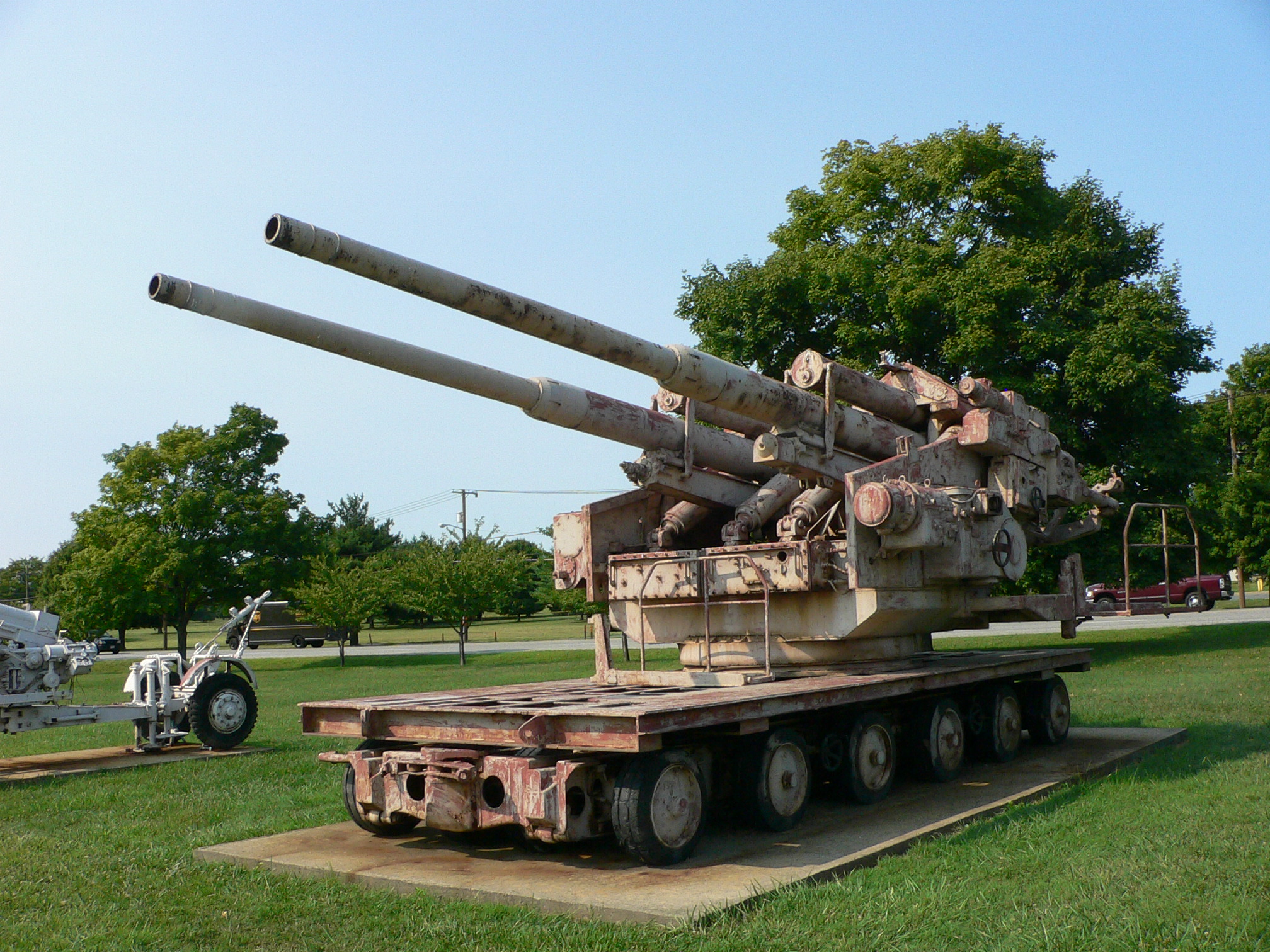
Flak 40/2